# Rhipidia (Rhipidia) domestica amazonensis
Rhipidia (Rhipidia) domestica amazonensis is een ondersoort van de tweevleugelige Rhipidia (Rhipidia) domestica uit de familie steltmuggen (Limoniidae). De ondersoort komt voor in het Neotropisch gebied.